# Vietnamochloa
Vietnamochloa és un gènere monotípic de plantes de la subfamília de les cloridòidies, de la família de les poàcies. El gènere té una única espècie, Vietnamochloa aurea (Veldkamp i Nowack), que és originària del Vietnam. El nom del gènere es compon de la paraula grega Chloe (herba) i del Vietnam, el seu lloc d'origen.